# Scotstown
Scotstown est une ville du Québec, située dans la municipalité régionale de comté du Haut-Saint-François, dans la région administrative de l'Estrie.

## Histoire
La British American Land Company ou BALC amène dans le canton vers 1836 une centaine de familles recrutées dans les Highlands d'Écosse et dans l'Isle of Lewis en Écosse. Le debut est difficile et en 1843 Il ne reste plus que 8 familles de celles qui étaient arrivées en 1836. Plus tard vers 1872-1874, elle deviendra une  petite ville au pied du mont Mégantic et traversée par la rivière au Saumon. Elle possède une longue histoire dont témoignent l’architecture des maisons et les quatre églises. La  Glasgow Canadian Land and Trust Company  y developpa l'industrie forestière vers 1873 en construisant un barrage pour l'opération d'un moulin. En 1888 le premier curé résidant est nommé, ce fut l'ouverture des registres de la paroisse Saint-Paul et l'inauguration de la gare ferroviaire. Récemment, la petite église St-Alban fut convertie en salle de spectacle, offrant bon nombre de concerts. À quelques kilomètres à l'ouest , la Chapelle Christ Church est située au coin du chemin Victoria et du chemin Canterbury, dans un milieu champêtre. Aujourd'hui Scotstown est un petit village paisible.
L'église catholique s'appelle Saint-Paul-Apôtre de Scotstown.

## Géographie
Au Parc Walter-Mckenzie on remarque une immense cheminée, vestige d'un passé industriel, ainsi qu'une chute.
La Rivière aux Saumons qui traverse la municipalité du sud-est vers le nord-ouest, forme au centre du village un lac appelé Étang Mill.

## Démographie
| 1996 | 2001 | 2006 | 2011 | 2016 | 2021 |
| ---- | ---- | ---- | ---- | ---- | ---- |
| 680  | 642  | 588  | 547  | 472  | 459  |

## Administration
Les élections municipales se font en bloc pour le maire et les six conseillers.
| Scotstown Maires depuis 2002                                                                                         |                       |                                                                      |          |
| Élection | Maire                 | Qualité                                                              | Résultat |
| 2002 | Chantal Ouellet       | Conseillère municipale (1978-1982 et 2000-2002) Mairesse (1986-1994) | Voir     |
| 2005 | Solange Bouffard      |                                                                      | Voir     |
| 2009 | Barbara Szots         |                                                                      | Voir     |
| 2010 | Jacques Gosselin      | Pro-maire                                                            | Voir     |
| 2010 | Johanne Prévéreau     |                                                                      | Voir     |
| 2011 | Nelson Bernier        | Pro-maire                                                            | Voir     |
| 2011 | Susan Dearden         | Mairesse suppléante                                                  | Voir     |
| 2011 | Chantal Ouellet (2)   |                                                                      | Voir     |
| 2013 | Chantal Ouellet (2)   | Voir                                                                 |          |
| 2017 | Dominique Boisvert    |                                                                      |          |
| 2019 | Iain McCauley         |                                                                      |          |
| nov. 2020 | Sylvie Dubé           |                                                                      | Voir     |
| 2021 | Marc-Olivier Désilets |                                                                      | Voir     |
| Élection partielle en italique Depuis 2005, les élections sont simultanées dans toutes les municipalités québécoises |                       |                                                                      |          |

## Économie
Les principales industries présentes étaient les Bois Beauchesne, Shermag, Aux Mille et une Saisons et Léo Desilets Maître Herboriste. 

### Galerie d'images

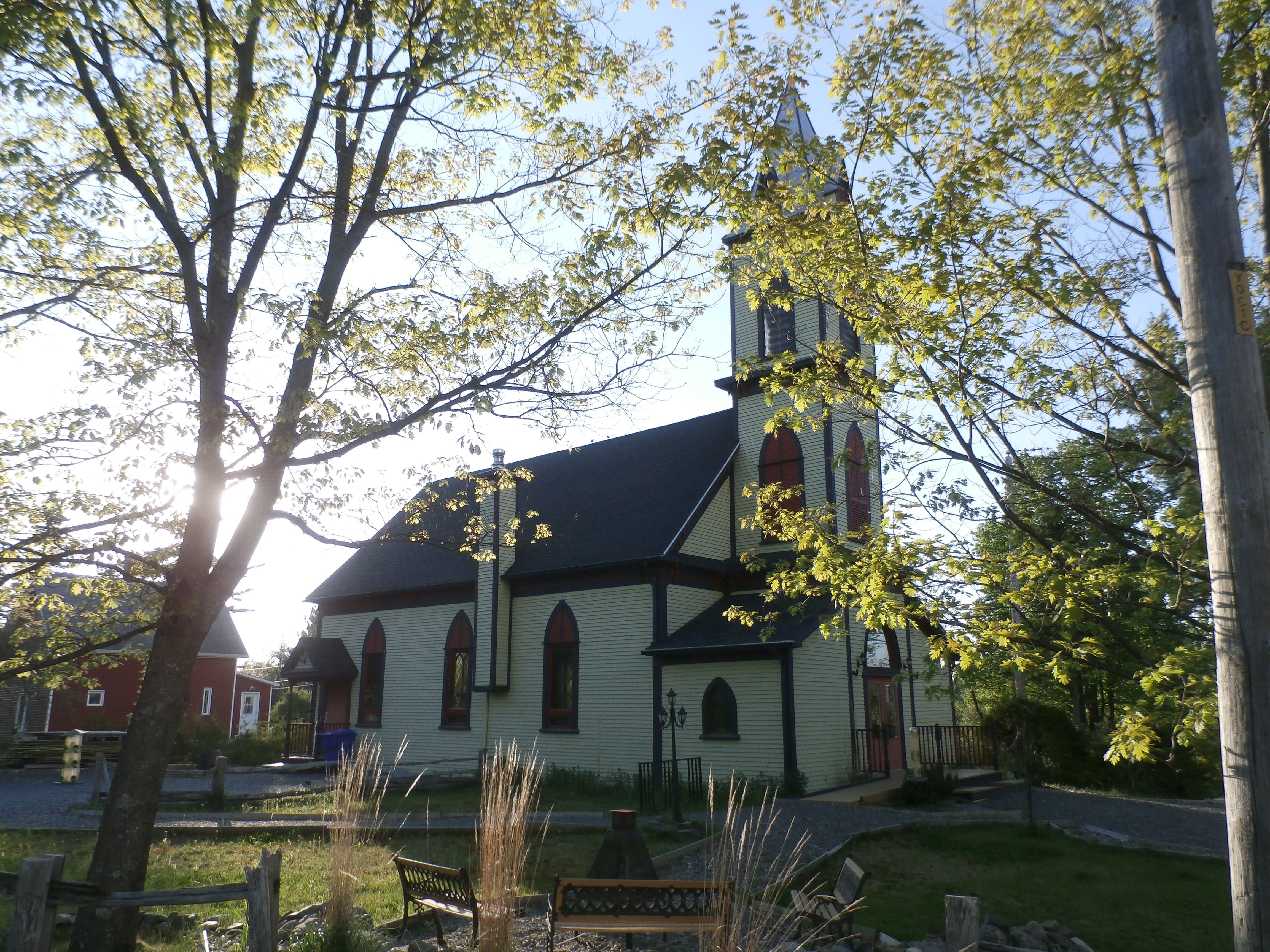
Chapelle à Scotstown
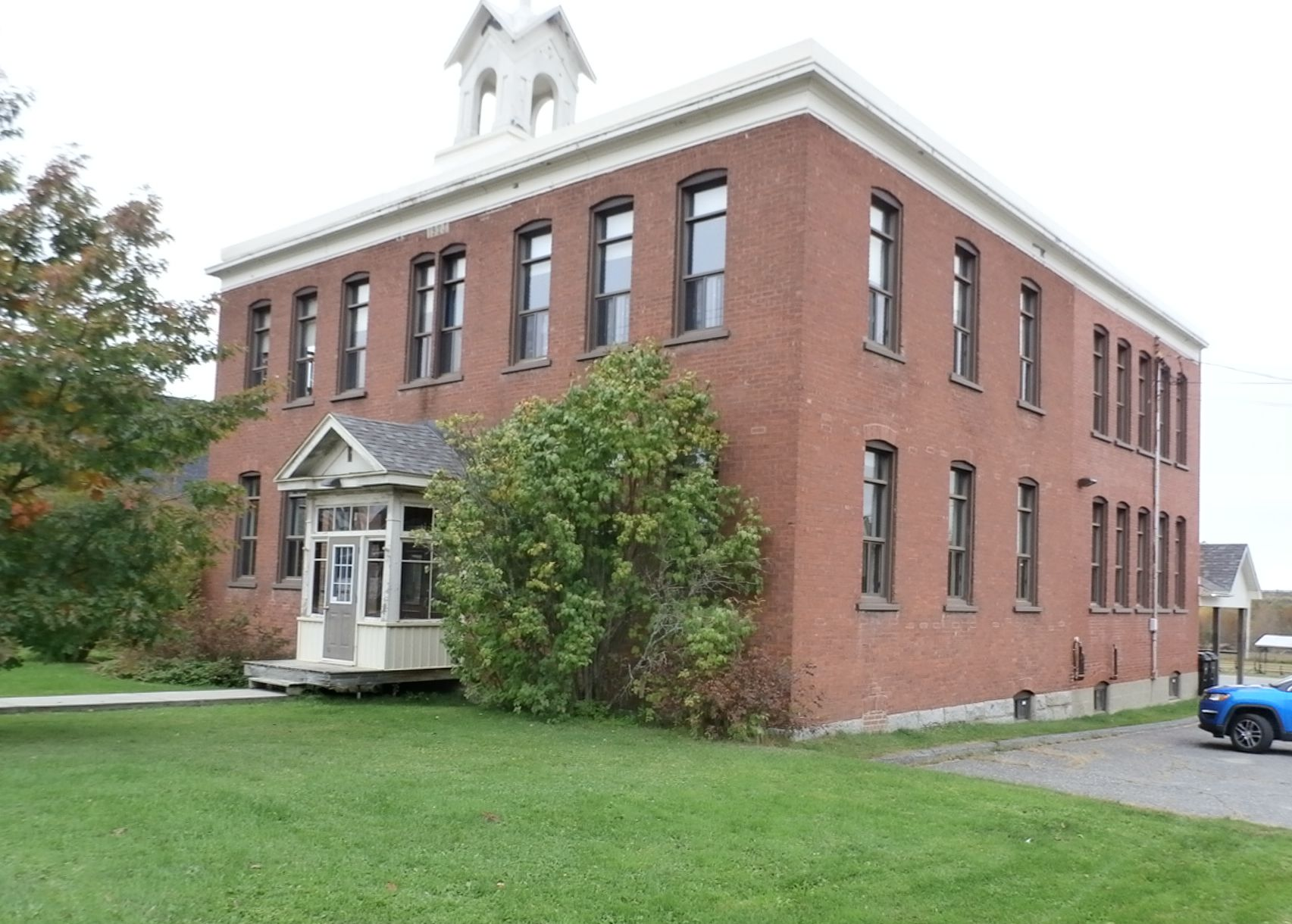
École francophone à Scotstown fondée par les Sœurs des saints Noms de Jésus et de Marie en septembre 1916
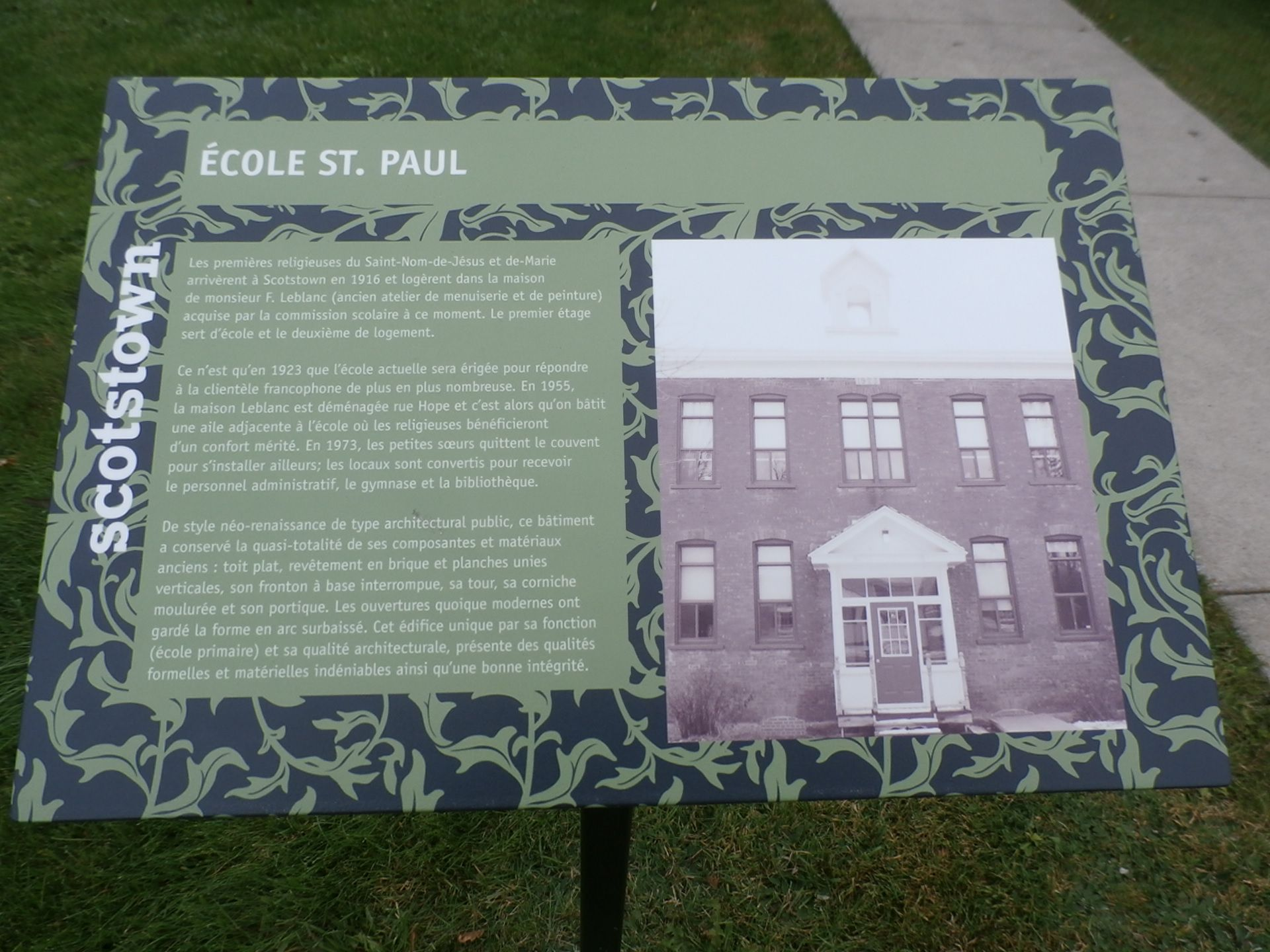
Panneau descriptif de l'école francophone.
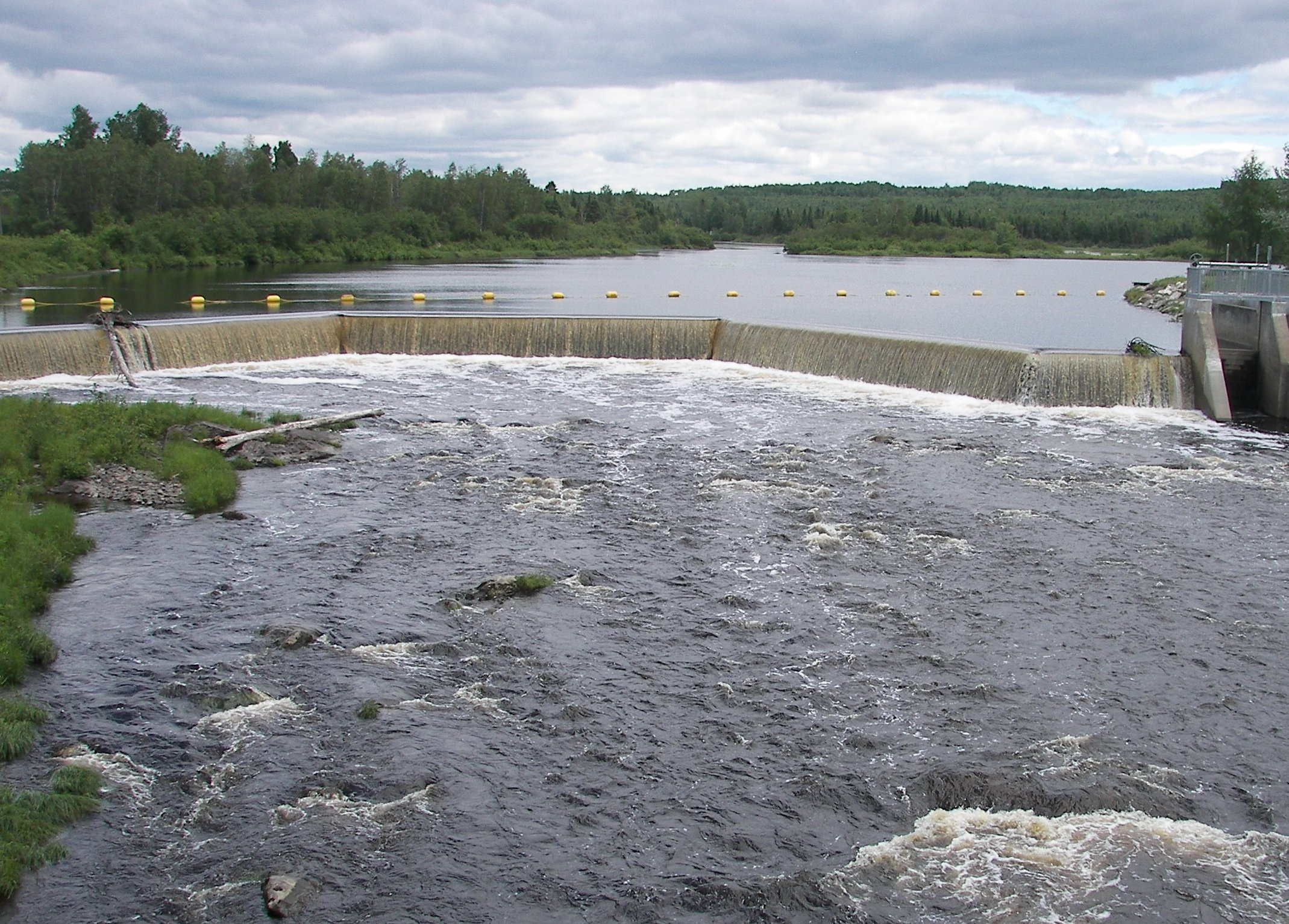
Rivière aux Saumon
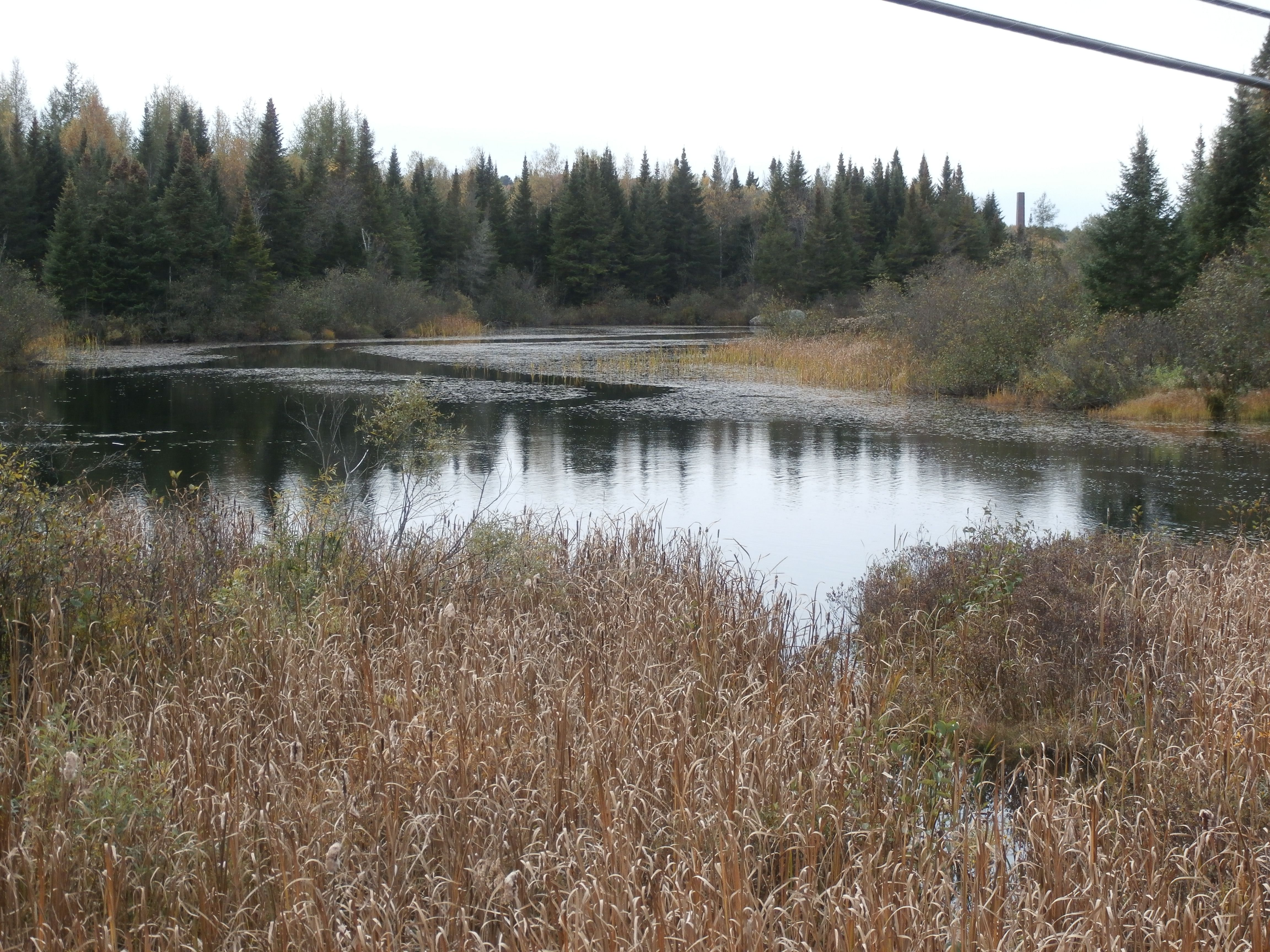
Étang du Moulin.
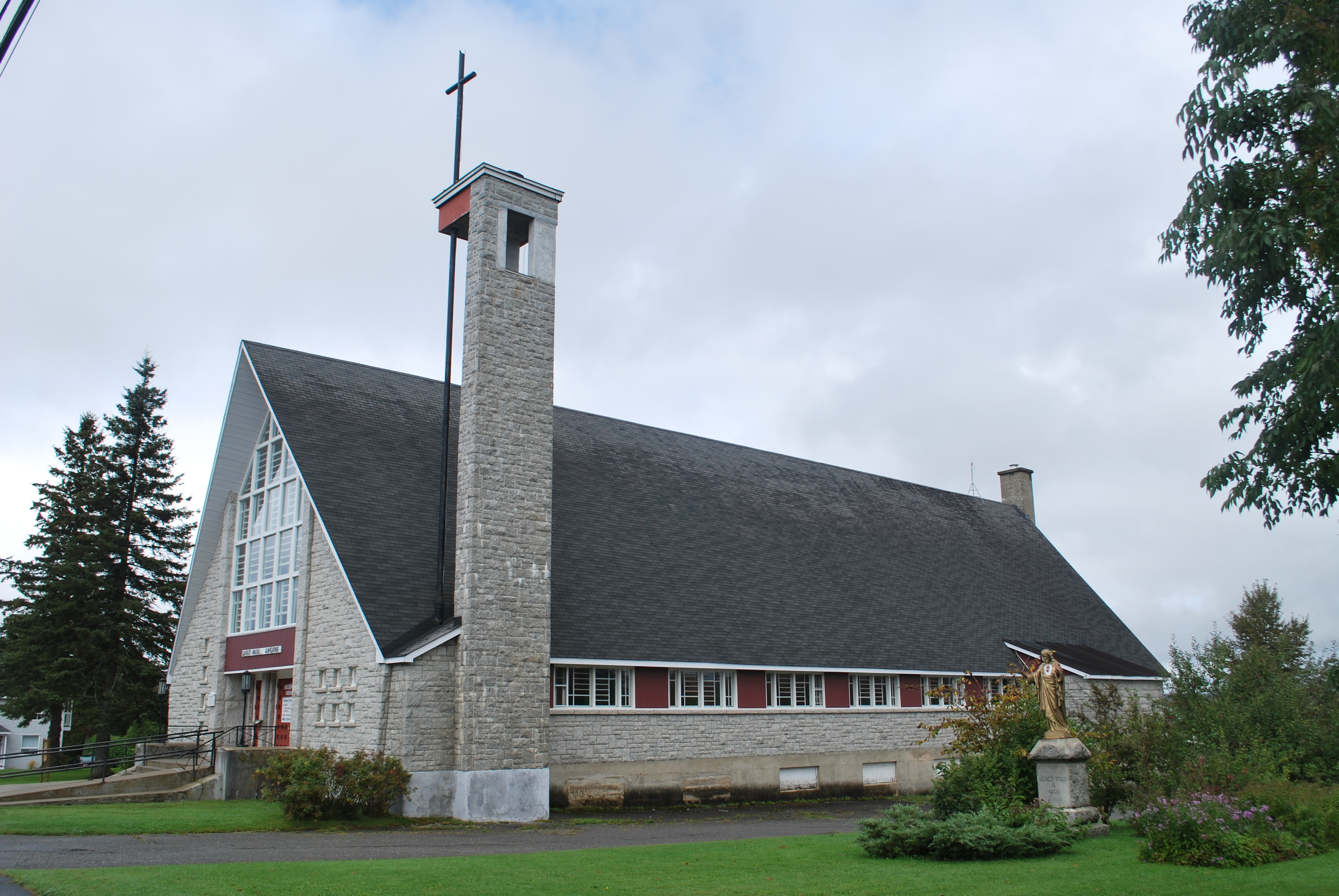
Église Saint-Paul-Apôtre.